# 死亡日別のアメリカ合衆国大統領の一覧

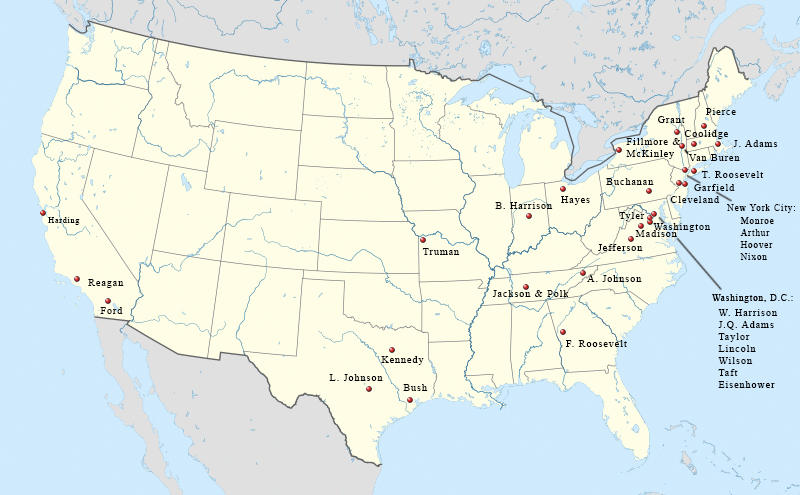
大統領の死没地を示す地図

死亡日別のアメリカ合衆国大統領の一覧（しぼうびべつのアメリカがっしゅうこくだいとうりょうのいちらん）は、死亡日とそれに関する統計をまとめたアメリカ合衆国大統領の一覧である。1789年のジョージ・ワシントンの就任以来、44人がアメリカ合衆国大統領を務め、2025年7月23日までに40人が亡くなっている。またそのうち8人が任期途中で亡くなっている。
死亡時年齢が最年長であったのはジミー・カーターであり、100歳と89日で亡くなった。逆に最も短命であったのはジョン・F・ケネディであり、46歳と177日で暗殺された。また自然死した中での最短命はジェームズ・K・ポークであり、コレラのために53歳と225日で亡くなった。

## 死亡順の大統領
| 順番 | 大統領                         | 死亡日         | 年齢 | 死因                                                  | 死没地                               | 在任期間                                |
| ---- | ------------------------------ | -------------- | ---- | ----------------------------------------------------- | ------------------------------------ | --------------------------------------- |
| 1    | ジョージ・ワシントン           | 1799年12月14日 | 67   | 急性喉頭蓋炎                                          | バージニア州マウントバーノン         | (初代) 1789年4月30日 - 1797年3月4日     |
| 2    | トーマス・ジェファーソン       | 1826年7月4日   | 83   | 腎臓感染症による中毒症 腎障害による尿毒症、および肺炎 | バージニア州シャーロッツビル         | (第3代) 1801年3月4日 - 1809年3月4日     |
| 3    | ジョン・アダムズ               | 1826年7月4日   | 90   | 心不全                                                | マサチューセッツ州クインシー         | (第2代) 1797年3月4日 - 1801年3月4日     |
| 4    | ジェームズ・モンロー           | 1831年7月4日   | 73   | 結核                                                  | ニューヨーク州ニューヨーク           | (第5代) 1817年3月4日 - 1825年3月4日     |
| 5    | ジェームズ・マディソン         | 1836年6月28日  | 85   | 心不全                                                | バージニア州オレンジ                 | (第4代) 1809年3月4日 - 1817年3月4日     |
| 6    | ウィリアム・ヘンリー・ハリソン | 1841年4月4日   | 68   | 腸チフス                                              | ワシントンD.C.                       | (第9代) 1841年3月4日 - 1841年4月4日     |
| 7    | アンドリュー・ジャクソン       | 1845年6月8日   | 78   | 慢性浮腫、心不全                                      | テネシー州ナッシュビル               | (第7代) 1829年3月4日 - 1837年3月4日     |
| 8    | ジョン・クィンシー・アダムズ   | 1848年2月23日  | 80   | 脳卒中                                                | ワシントンD.C.                       | (第6代) 1825年3月4日 - 1829年3月4日     |
| 9    | ジェームズ・K・ポーク          | 1849年6月15日  | 53   | コレラ                                                | テネシー州ナッシュビル               | (第11代) 1845年3月4日 - 1849年3月4日    |
| 10   | ザカリー・テイラー             | 1850年7月9日   | 65   | 胃腸炎                                                | ワシントンD.C.                       | (第12代) 1849年3月4日 - 1850年7月9日    |
| 11   | ジョン・タイラー               | 1862年1月18日  | 71   | 脳卒中                                                | バージニア州リッチモンド             | (第10代) 1841年4月4日 - 1845年3月4日    |
| 12   | マーティン・ヴァン・ビューレン | 1862年7月24日  | 79   | 気管支喘息                                            | ニューヨーク州キンダーホック         | (第8代) 1837年4月4日 - 1841年4月4日     |
| 13   | エイブラハム・リンカーン       | 1865年4月15日  | 56   | 銃創                                                  | ワシントンD.C.                       | (第16代) 1861年3月4日 - 1865年4月15日   |
| 14   | ジェームズ・ブキャナン         | 1868年6月1日   | 77   | 呼吸不全、リウマチ                                    | ペンシルベニア州ランカスター         | (第15代) 1857年3月4日 - 1861年3月4日    |
| 15   | フランクリン・ピアース         | 1869年10月8日  | 64   | 胃の炎症                                              | ニューハンプシャー州コンコード       | (第14代) 1853年3月4日 - 1857年3月4日    |
| 16   | ミラード・フィルモア           | 1874年3月8日   | 74   | 脳卒中                                                | ニューヨーク州バッファロー           | (第13代) 1850年7月9日 - 1853年3月4日    |
| 17   | アンドリュー・ジョンソン       | 1875年7月31日  | 66   | 脳卒中                                                | テネシー州エリザベストン             | (第17代) 1865年4月15日 - 1869年3月4日   |
| 18   | ジェームズ・A・ガーフィールド  | 1881年9月19日  | 49   | 銃弾摘出処置に起因する敗血症性ショック                | ニュージャージー州ロングブランチ     | (第20代) 1881年3月4日 - 1881年9月19日   |
| 19   | ユリシーズ・S・グラント        | 1885年7月23日  | 63   | 頭頸部癌                                              | ニューヨーク州ウィルトン             | (第18代) 1869年3月4日 - 1877年3月4日    |
| 20   | チェスター・A・アーサー        | 1886年11月18日 | 57   | 脳卒中                                                | ニューヨーク州ニューヨーク           | (第21代) 1881年9月19日 - 1885年3月4日   |
| 21   | ラザフォード・B・ヘイズ        | 1893年1月17日  | 70   | 心血管疾患                                            | オハイオ州フリーモント               | (第19代) 1877年3月4日 - 1881年3月4日    |
| 22   | ベンジャミン・ハリソン         | 1901年3月13日  | 67   | 肺炎                                                  | インディアナ州インディアナポリス     | (第23代) 1889年3月4日 - 1893年3月4日    |
| 23   | ウィリアム・マッキンリー       | 1901年9月14日  | 58   | 銃創内の壊疽                                          | ニューヨーク州バッファロー           | (第25代) 1897年3月4日 - 1901年9月14日   |
| 24   | グロバー・クリーブランド       | 1908年6月24日  | 71   | 冠動脈硬化症、麻痺、または腸閉塞                      | ニュージャージー州プリンストン       | (第22代) 1885年3月4日 - 1889年3月4日    |
| 24   | グロバー・クリーブランド       | 1908年6月24日  | 71   | 冠動脈硬化症、麻痺、または腸閉塞                      | ニュージャージー州プリンストン       | (第24代) 1893年3月4日 - 1897年3月4日    |
| 25   | セオドア・ルーズベルト         | 1919年1月6日   | 60   | 血栓による冠動脈閉塞 (推測)                           | ニューヨーク州オイスター・ベイ       | (第26代) 1901年9月14日 - 1909年3月4日   |
| 26   | ウォレン・G・ハーディング      | 1923年8月2日   | 57   | 心不全 (可能性大)                                     | カリフォルニア州サンフランシスコ     | (第29代) 1921年3月4日 - 1923年8月2日    |
| 27   | ウッドロウ・ウィルソン         | 1924年2月3日   | 67   | 脳卒中、麻痺                                          | ワシントンD.C.                       | (第28代) 1913年3月4日 - 1921年3月4日    |
| 28   | ウィリアム・ハワード・タフト   | 1930年3月8日   | 72   | 心血管疾患                                            | ワシントンD.C.                       | (第27代) 1909年3月4日 - 1913年3月4日    |
| 29   | カルビン・クーリッジ           | 1933年1月5日   | 60   | 心筋梗塞                                              | マサチューセッツ州ノーサンプトン     | (第30代) 1923年8月2日 - 1929年3月4日    |
| 30   | フランクリン・D・ルーズベルト  | 1945年4月12日  | 63   | 脳出血または脳卒中                                    | ジョージア州ワーム・スプリングス     | (第32代) 1933年3月4日 - 1945年4月12日   |
| 31   | ジョン・F・ケネディ            | 1963年11月22日 | 46   | 銃創                                                  | テキサス州ダラス                     | (第35代) 1961年1月20日 - 1963年11月22日 |
| 32   | ハーバート・フーヴァー         | 1964年10月20日 | 90   | 内出血、上部消化管出血、血管系の緊張                  | ニューヨーク州ニューヨーク           | (第31代) 1929年3月4日 - 1933年3月4日    |
| 33   | ドワイト・D・アイゼンハワー    | 1969年3月28日  | 78   | 冠動脈血栓症、心不全                                  | メリーランド州ベセスダ               | (第34代) 1953年1月20日 - 1961年1月20日  |
| 34   | ハリー・S・トルーマン          | 1972年12月26日 | 88   | 軽度の肺うっ血、臓器不全、循環器虚脱、低血圧          | ミズーリ州カンザスシティ             | (第33代) 1945年4月12日 - 1953年1月20日  |
| 35   | リンドン・B・ジョンソン        | 1973年1月22日  | 64   | 心筋梗塞                                              | テキサス州ジョンソンシティ           | (第36代) 1963年11月22日 - 1969年1月20日 |
| 36   | リチャード・ニクソン           | 1994年4月22日  | 81   | 脳卒中、麻痺、脳腫脹                                  | ニューヨーク州ニューヨーク           | (第37代) 1969年1月20日 - 1974年8月9日   |
| 37   | ロナルド・レーガン             | 2004年6月5日   | 93   | アルツハイマー病、肺炎                                | カリフォルニア州ロサンゼルス         | (第40代) 1981年1月20日 - 1989年1月20日  |
| 38   | ジェラルド・フォード           | 2006年12月26日 | 93   | 動脈硬化性脳血管障害、まん性動脈硬化症                | カリフォルニア州ランチョ・ミラージュ | (第38代) 1974年8月9日 - 1977年1月20日   |
| 39   | ジョージ・H・W・ブッシュ       | 2018年11月30日 | 94   | パーキンソン病                                        | テキサス州ヒューストン               | (第41代) 1989年1月20日 - 1993年1月20日  |
| 40   | ジミー・カーター               | 2024年12月29日 | 100  |                                                       | ジョージア州プレーンズ               | (第39代) 1977年1月20日 - 1981年1月20日  |

## 同一の年月日・月日・年・年齢での死

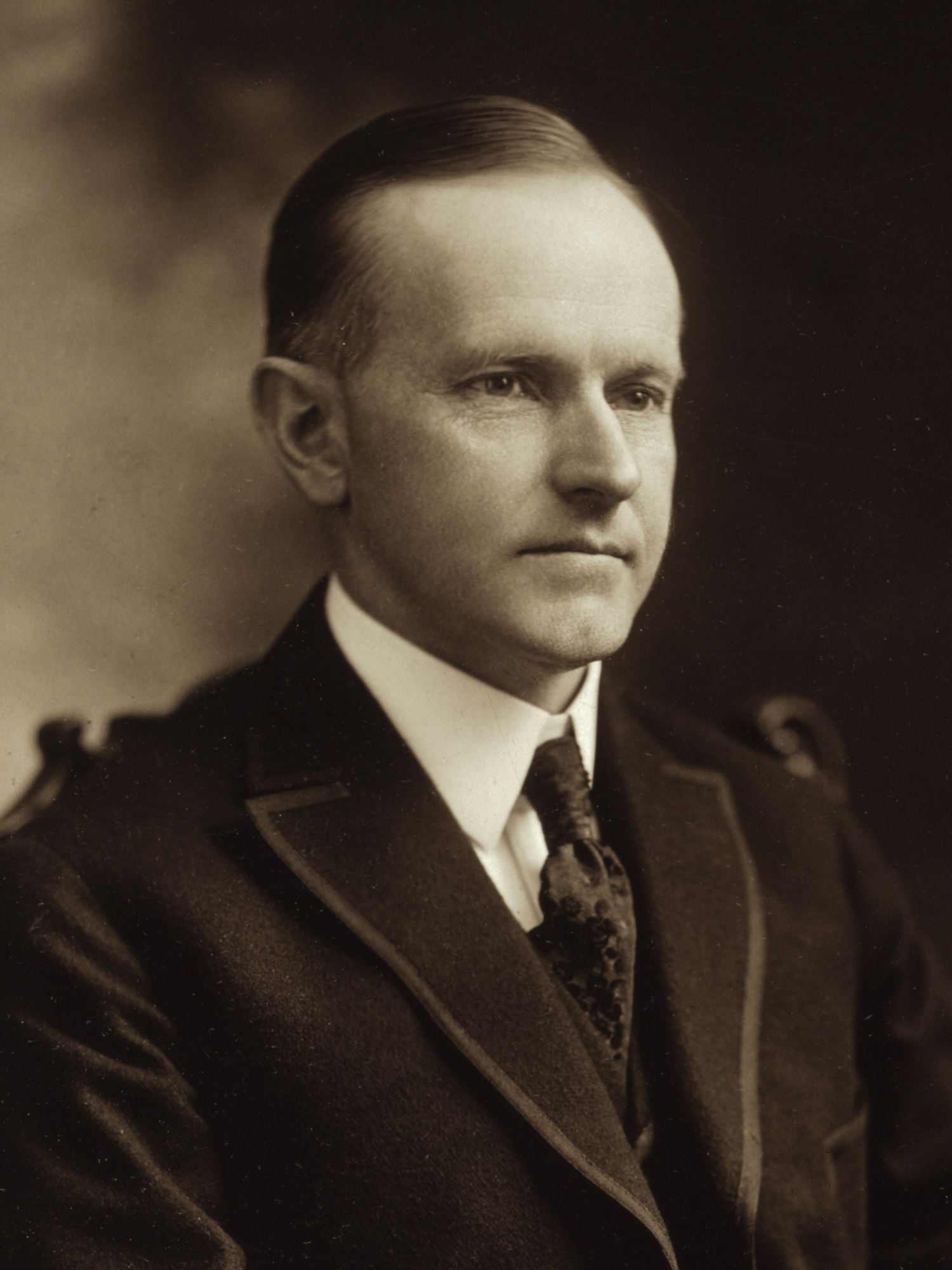
カルビン・クーリッジはカレンダー上最速の1月5日に亡くなった。

### 同一年月日
- 1826年7月4日: トーマス・ジェファーソン（12時30分）[12]とジョン・アダムズ（18時20分）[12]

### 同一月日
- 3月8日: ミラード・フィルモア（1874年）とウィリアム・ハワード・タフト（1930年）
- 7月4日: ジョン・アダムズ及びトーマス・ジェファーソン（1826年）とジェームズ・モンロー（1831年）[13]
- 12月26日: ハリー・S・トルーマン（1972年）とジェラルド・フォード（2006年）

### 同一年
- 1826年: トーマス・ジェファーソンとジョン・アダムズ（どちらも7月4日）
- 1862年: ジョン・タイラー（1月18日）とマーティン・ヴァン・ビューレン（7月24日）
- 1901年: ベンジャミン・ハリソン（3月13日）とウィリアム・マッキンリー（9月14日）

| |  |
| ハリー・S・トルーマン（左）とジェラルド・フォード（右）は共にカレンダー上最遅の12月26日に亡くなった。 |  |

### 同一年齢
- 93歳: ジェラルド・フォードとロナルド・レーガン
- 90歳: ジョン・アダムズとハーバート・フーヴァー
- 78歳: アンドリュー・ジャクソンとドワイト・D・アイゼンハワー
- 71歳: ジョン・タイラーとグロバー・クリーブランド
- 67歳: ジョージ・ワシントンとベンジャミン・ハリソンとウッドロウ・ウィルソン
- 64歳: フランクリン・ピアースとリンドン・B・ジョンソン
- 63歳: ユリシーズ・S・グラントとフランクリン・D・ルーズベルト
- 60歳: セオドア・ルーズベルトとカルビン・クーリッジ
- 57歳: チェスター・A・アーサーとウォレン・G・ハーディング

## 先代より先に死亡した大統領
- 第3代のトーマス・ジェファーソン（1826年7月4日没）
  - 第2代のジョン・アダムズ（同じく1826年7月4日没）より6時間30分早い

- 第5代のジェームズ・モンロー（1831年7月4日没）
  - 第4代のジェームズ・マディソン（1936年6月28日没）より4年と360日早い

- 第7代のアンドリュー・ジャクソン（1845年6月8日没）
  - 第6代のジョン・クィンシー・アダムズ（1848年2月23日）より2年と260日早い

- 第9代のウィリアム・ヘンリー・ハリソン（1841年4月4日没）
  - 第7代のアンドリュー・ジャクソン（1845年6月8日没）より4年と65日早い
  - 第6代のジョン・クィンシー・アダムズ（1848年2月23日没）より6年と325日早い
  - 第8代のマーティン・ヴァン・ビューレン（1862年7月24日没）より21年と111日早い

- 第10代のジョン・タイラー（1862年1月18日没）
  - 第8代のマーティン・ヴァン・ビューレン（1862年7月24日没）より187日早い

- 第11代のジェームズ・K・ポーク（1849年6月15日没）
  - 第10代のジョン・タイラー（1862年1月18日没）より12年と217日早い
  - 第8代のマーティン・ヴァン・ビューレン（1862年7月24日没）より13年と39日早い

- 第12代のザカリー・テイラー（1850年7月9日没）
  - 第10代のジョン・タイラー（1862年1月18日没）より11年と193日早い
  - 第8代のマーティン・ヴァン・ビューレン（1862年7月24日没）より12年と15日早い

- 第14代のフランクリン・ピアース（1869年10月8日没）
  - 第13代のミラード・フィルモア（1874年3月8日没）より4年と151日早い

- 第15代のジェームズ・ブキャナン（1868年6月1日没）
  - 第14代のフランクリン・ピアース（1869年10月8日没）より1年と129日早い
  - 第13代のミラード・フィルモア（1874年3月8日没）より5年と280日早い

- 第16代のエイブラハム・リンカーン（1865年4月15日没）
  - 第15代のジェームズ・ブキャナン（1868年6月1日没）より3年と47日早い
  - 第14代のフランクリン・ピアース（1869年10月8日没）より4年と176日早い
  - 第13代のミラード・フィルモア（1874年3月8日没）より8年と327日早い

- 第20代のジェームズ・A・ガーフィールド（1881年9月19日没）
  - 第18代のユリシーズ・S・グラント（1885年7月23日没）より3年と307日早い
  - 第19代のラザフォード・B・ヘイズ（1893年1月17日没）より11年と120日早い

- 第21代のチェスター・A・アーサー（1886年11月19日没）
  - 第19代のラザフォード・B・ヘイズ（1893年1月17日没）より6年と59日早い

- 第25代のウィリアム・マッキンリー（1901年9月14日没）
  - 第22・24代のグロバー・クリーブランド（1908年6月24日没）より6年と284日早い

- 第28代のウッドロウ・ウィルソン（1924年2月3日没）
  - 第27代のウィリアム・ハワード・タフト（1930年3月8日没）より6年と33日早い

- 第29代のウォレン・ハーディング（1923年8月2日没）
  - 第28代のウッドロウ・ウィルソン（1924年2月3日没）より185日早い
  - 第27代のウィリアム・ハワード・タフト（1930年3月8日没）より6年と218日早い

- 第32代のフランクリン・D・ルーズベルト（1945年4月12日没）
  - 第31代のハーバート・フーヴァー（1964年10月20日没）より19年と191日早い

- 第34代のドワイト・D・アイゼンハワー（1969年3月28日没）
  - 第33代のハリー・S・トルーマン（1972年12月26日没）より3年と273日早い

- 第35代のジョン・F・ケネディ（1963年11月22日没）
  - 第31代のハーバート・フーヴァー（1964年10月20日没）より333日早い
  - 第34代のドワイト・D・アイゼンハワー（1969年3月28日没）より5年と126日早い
  - 第33代のハリー・S・トルーマン（1972年12月26日没）より9年と34日早い

- 第40代のロナルド・レーガン（2004年6月5日没）
  - 第38代のジェラルド・フォード（2006年12月26日没）より2年と204日早い
  - 第39代のジミー・カーター（2024年12月29日没）より20年と207日早い

- 第41代のジョージ・H・W・ブッシュ（2018年11月30日没）
  - 第39代のジミー・カーター（2024年12月29日没）より6年と29日早い